# Mistrzostwa Świata w Łucznictwie 2011
46. Mistrzostwa świata w łucznictwie odbyły się w dniach 3–10 lipca 2011 w Turynie (Włochy).
Zawody były kwalifikacjami do Igrzysk Olimpijskich w Londynie. Awans na igrzyska zdobyło 8 najlepszych drużyn oraz reprezentanci Wielkiej Brytanii.

## Reprezentacja Polski[2]

### łuk klasyczny

#### kobiety
- Justyna Mospinek (UKS Piątka Zgierz)
- Karina Lipiarska (LKS Grot Zabierzów)
- Natalia Leśniak (LKS Łucznik Żywiec)

#### mężczyźni
- Piotr Piątek (LKS Łucznik Żywiec)
- Jacek Proć (OSŁ Strzelec Legnica)
- Piotr Nowak (LKS Karima Prząsław)

### łuk bloczkowy

#### kobiety
- Anna Stanieczek (UKS Orlik Goleszów)

## Medaliści

### Strzelanie z łuku klasycznego
| Konkurencja:           | Złoto:                                                         | Srebro:                                                            | Brąz:                                                       |
| indywidualnie kobiet   | Denisse Astrid Van Lamoen                                      | Kristine Esebua                                                    | Fang Yuting                                                 |
| indywidualnie mężczyzn | Kim Woo-jin                                                    | Oh Jin-hyek                                                        | Brady Ellison                                               |
| drużynowo kobiet       | Włochy · Natalia Valeeva · Guendalina Sartori · Jessica Tomasi | Indie · Deepika Kumari · Laishram Bombayla Devi · Chekrovolü Swüro | Korea Południowa · Han Gyeong-hee · Jung Dasomi · Ki Bo-bae |
| drużynowo mężczyzn     | Korea Południowa · Oh Jin-hyek · Kim Woo-jin · Im Dong-hyun    | Francja · Gaël Prevost · Jean-Charles Valladont · Romain Girouille | Włochy · Michele Frangilli · Marco Galiazzo · Mauro Nespoli |
| mikst                  | Korea Południowa · Im Dong-hyun · Ki Bo-bae                    | Meksyk · Juan Rene Serrano · Aída Román                            | Wielka Brytania · Laurence Godfrey · Amy Oliver             |

### Strzelanie z łuku bloczkowego
| Konkurencja:           | Złoto:                                                                | Srebro:                                                               | Brąz:                                                           |
| indywidualnie kobiet   | Albina Łoginowa                                                       | Pascale Lebecque                                                      | Erika Anschutz                                                  |
| indywidualnie mężczyzn | Christopher Perkins                                                   | Jesse Broadwater                                                      | Reo Wilde                                                       |
| drużynowo kobiet       | Stany Zjednoczone · Jamie Van Natta · Christie Colin · Erika Anschutz | Iran · Seyedeh-Vida Halimianavval · Shabnam Sarlak · Parsamehr Mahtab | Wenezuela · Luzmary Guedez · Olga Bosch · Ana Mendoza           |
| drużynowo mężczyzn     | Stany Zjednoczone · Braden Gellenthien · Jesse Broadwater · Reo Wilde | Dania · Torben Johannessen · Martin Damsbo · Patrick Laursen          | Kanada · Christopher Perkins · Simon Rousseau · Deitmar Trillus |
| mikst                  | Włochy · Sergio Pagni · Marcella Tonioli                              | Holandia · Peter Elzinga · Inge Van Caspel                            | Korea Południowa · Choi Yong-hee · Seok Ji-hyun                 |

## Klasyfikacja medalowa
| Lp. | Państwo           | Złoto | Srebro | Brąz | Razem |
| 1   | Korea Południowa  | 3     | 1      | 2    | 6     |
| 2   | Stany Zjednoczone | 2     | 1      | 3    | 6     |
| 3   | Włochy            | 2     | 0      | 1    | 3     |
| 4   | Kanada            | 1     | 0      | 1    | 2     |
| 5   | Chile             | 1     | 0      | 0    | 1     |
| –   | Rosja             | 1     | 0      | 0    | 1     |
| 7   | Francja           | 0     | 2      | 0    | 2     |
| 8   | Dania             | 0     | 1      | 0    | 1     |
| –   | Gruzja            | 0     | 1      | 0    | 1     |
| –   | Indie             | 0     | 1      | 0    | 1     |
| –   | Iran              | 0     | 1      | 0    | 1     |
| –   | Meksyk            | 0     | 1      | 0    | 1     |
| –   | Holandia          | 0     | 1      | 0    | 1     |
| 14  | Chiny             | 0     | 0      | 1    | 1     |
| –   | Wenezuela         | 0     | 0      | 1    | 1     |
| –   | Wielka Brytania   | 0     | 0      | 1    | 1     |